# NGC 5690
NGC 5690 (другие обозначения — UGC 9416, IRAS14351+0230, MCG 0-37-19, KARA 638, ZWG 19.72, PGC 52273) — спиральная галактика (Sc) в созвездии Дева.
Этот объект входит в число перечисленных в оригинальной редакции «Нового общего каталога».